# バーク堆肥
バーク堆肥（バークたいひ）とは、樹皮（バーク）を発酵させて作った有機質肥料で、土壌の膨軟化が主な用途である。発酵させて堆肥化させてあるためバークチップス（Bark chips）とは異なる。

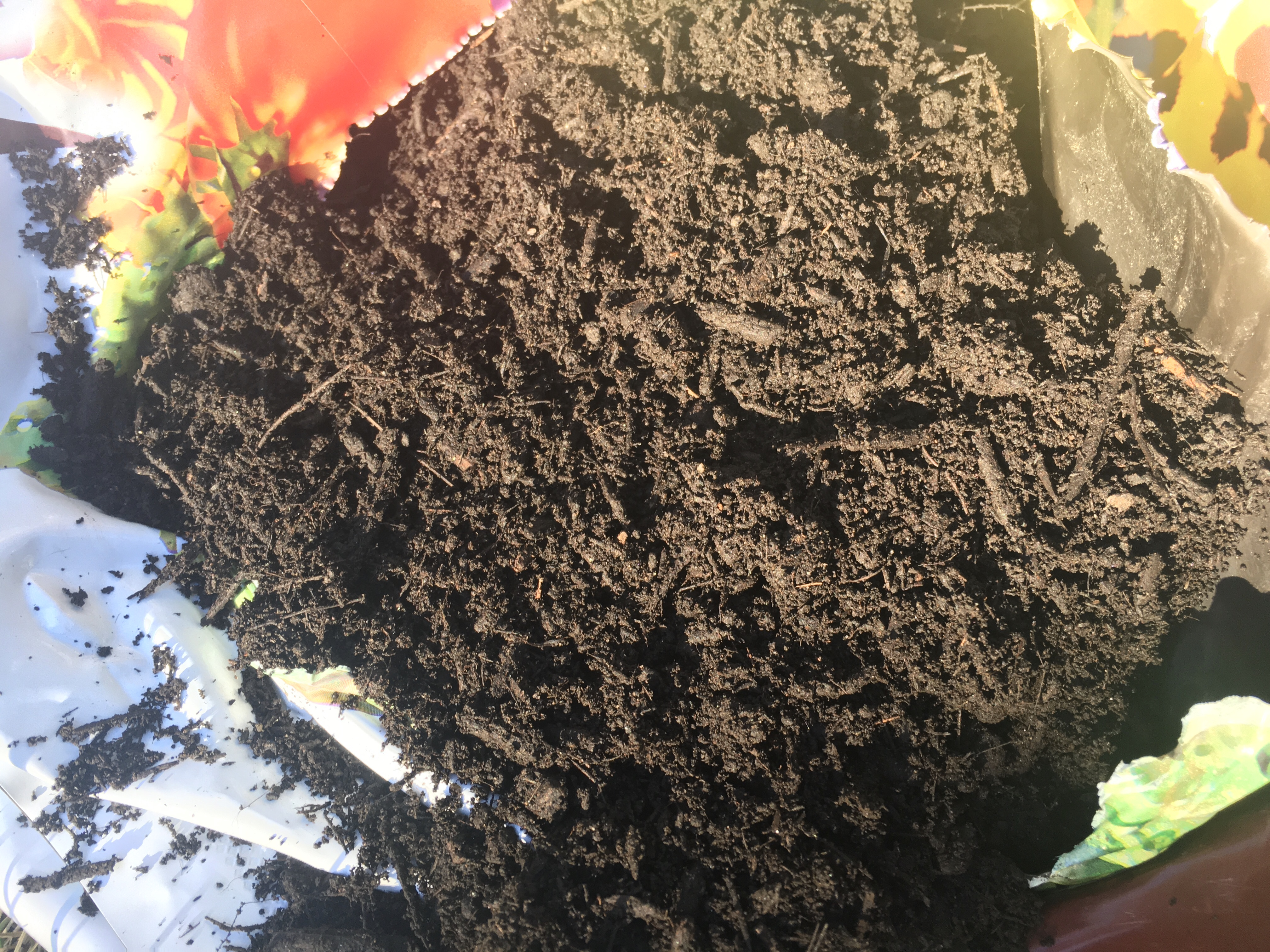
バーク堆肥

樹皮の原料として使用される木（樹種）に対する規定や制約は無く、広葉樹も針葉樹のどちらも使用され混合比も規定されない。難分解性のリグニンが多い事から原料樹種によっては生育障害、発芽抑制、生育遅延が生じることがある。生育や成長の阻害物質は針葉樹に多いため、広葉樹の樹皮を原料としたバーク堆肥の方が良質とされる。
稲藁などの草を原料とした堆肥よりも C/N 比が高く遅効性である。また、C/N比の高いバーク堆肥を多量に施肥すると窒素飢餓による生育不良を起こす可能性が高くなる。同時に、作物用に施肥する場合は熟度が重要となる。
大量に発生した樹皮が産業廃棄物となり、処分に苦慮したパルプ業者や木材加工業者などによって樹皮を原料とした堆肥の生産が1960年代後半に開始された。当初は農業用用途が多かったが、公共事業に係わる緑化用途にも使われ需要が拡大し、更に園芸用途にも広がった。
大量に積まれると、発酵による発熱が放熱を上回り、発火しやすいガスも内部に溜まることで自然発火する場合がある。

## 法的定義
肥料の品質の確保等に関する法律
- 特殊肥料に属し、同法の区分「ロ」に含まれ肥料の種類は「堆肥」で、『わら、もみがら、樹皮、動物の排せつ物その他の動植物質の有機質物（汚泥及び魚介類の臓器を除く）を堆積または撹拌し、腐熟させたもの。』に該当する。

地力増進法
- 土識改良資材

## 製造工程概要
概ね以下の工程を経る
1. 木材チップ工場や製材工場から排出される樹皮を粉砕機で粉砕。
2. 回転ふるいにかけて粒径を調整。
3. 添加物として、油かす、家畜糞尿（鶏や豚）、化学肥料（尿素など）を混合。
4. 含水量を調整。
5. 堆積して発熱（高温）醗酵腐熟。

## バーク堆肥の品質基準
全国バーク堆肥工業会の例、
| 項目                            | 数値                         |
| ------------------------------- | ---------------------------- |
| 有機物の含有率（乾物）          | 70% 以上                     |
| 炭素率［C/N比］                 | 35 以下                      |
| 陽イオン交換容量［CEC］（乾物） | 70me/100g 以上               |
| pH                              | 5.5 - 7.5                    |
| 水分                            | 60±5%                        |
| 全窒素［N］（乾物）             | 1.2% 以上                    |
| 全リン酸［P2O5］（乾物）        | 0.5% 以上                    |
| 全カリ［K2O］（乾物）           | 0.3% 以上                    |
| 幼植物試験の結果                | 生育阻害その他異常を認めない |